# 小行星9242
小行星9242（英語：9242 Olea）是一颗围绕太阳公转的小行星。1998年2月6日，艾瑞克·怀特·埃尔斯特在拉西拉天文台发现了此天体。
这颗小行星的绝对星等为282.13140等。